# 扎巴坚赞 (1762年)
扎巴坚赞（1762年—1836年），清朝藏传佛教僧人，藏族。
又叫洛桑顿珠，生在多卖南部博拉，七岁（1768年）拜师楚臣嘉措，十一岁（1772年）出家。十二岁（1773年）到拉卜楞寺，十七岁（1778年）随索南旺杰受沙弥戒。被嘉木样活佛认为是果芒喇嘛传世。二十一岁（1783年）受比丘戒，取名扎巴坚赞。二十二岁（1784年）去拉萨参见八世达赖，礼拜大昭寺。在哲蚌寺果芒扎仓拜师贡塘活佛喇嘛。二十五岁（1787年）参见七世班禅为琼科杰寺住持。二十七岁（1789年）为拉卜楞寺堪布，掌管政教事务，后来迎接转世嘉木样活佛。他三次任拉卜楞寺法台。